# نادي كورينثيانز للسيدات
نادي كورينثيانز للسيدات هو فريق كرة قدم برتغالي للسيدات مقره في ساو باولو، البرازيل. تأسس الفريق عام 1997، وهو تابع لاتحاد باوليستا لكرة القدم ويلعب مبارياته على أرضه في ملعب باركي ساو خورخي. ألوان الفريق، التي تنعكس في شعاره وزيه الرسمي، هي الأبيض والأسود.

## وصلات خارجية
- الموقع الرسمي
- Corinthians at thefinalball.com باللغة البرتغالية